# Copa Asiática 1968
La IV Copa Asiática (en persa: جام ملت‌های آسیا ۱۹۶۸‎) de fútbol se llevó a cabo entre el 10 y el 19 de mayo de 1968 en Irán. El torneo fue organizado por la Confederación Asiática de Fútbol. El campeón del torneo final fue la Selección de Irán, con un registro perfecto de cuatro victorias en cuatro partidos.

## Equipos participantes
- Irán, clasificó automáticamente como país organizador.
- Israel, clasificó al ganar el Grupo 4 de las clasificaciones.
- Birmania, clasificó al ganar el Grupo 1 de las clasificaciones.
- Hong Kong, clasificó al ganar el Grupo 2 de las clasificaciones.
- República de China, clasificó al ganar el Grupo 3 de las clasificaciones.

## Torneo final

### Sede
| Teherán | Teherán           |
| ------- | ----------------- |
| Teherán | Estadio Amjadieh  |
| Teherán | Capacidad: 30,000 |
| Teherán |                   |

### Equipos participantes
En cursiva los equipos debutantes.
| Equipos participantes | Equipos participantes | Equipos participantes | Equipos participantes | Equipos participantes |
| --------------------- | --------------------- | --------------------- | --------------------- | --------------------- |
| Birmania              | República de China    | Hong Kong             | Irán                  | Israel                |

### Resultados
| Equipo             | Pts | PJ | PG | PE | PP | GF | GC | Dif |
| ------------------ | --- | -- | -- | -- | -- | -- | -- | --- |
| Iran               | 8   | 4  | 4  | 0  | 0  | 11 | 2  | +9  |
| Birmania           | 5   | 4  | 2  | 1  | 1  | 5  | 4  | +1  |
| Israel             | 4   | 4  | 2  | 0  | 2  | 11 | 5  | +6  |
| República de China | 2   | 4  | 0  | 2  | 2  | 3  | 10 | −7  |
| Hong Kong          | 1   | 4  | 0  | 1  | 3  | 2  | 11 | −9  |

| 10 de mayo de 1968 | Irán                      | 2:0 (0:0) | Hong Kong | Estadio Amjadieh, Teherán                                            |                                                                      |
|                    | Behzadi 70' · Jabbari 89' |           |           | Asistencia: 30.000 espectadores Árbitro(s): Norman Boswell (Malasia) | Asistencia: 30.000 espectadores Árbitro(s): Norman Boswell (Malasia) |

| 11 de mayo de 1968 | República de China | 1:1 (0:1) | Birmania     | Estadio Amjadieh, Teherán                                             |                                                                       |
|                    | Wong Chi-keung 64' |           | Hla Htay 14' | Asistencia: 6.000 espectadores Árbitro(s): S. K. Bhattacharya (India) | Asistencia: 6.000 espectadores Árbitro(s): S. K. Bhattacharya (India) |

| 12 de mayo de 1968 | Hong Kong          | 1:6 (0:1) | Israel                                                        | Estadio Amjadieh, Teherán                                    |                                                              |
|                    | Yuan Kuan Yick 75' |           | Spiegler 10', 65' · Spiegel 52', 53' · Romano 61' · Young 70' | Asistencia: 15.000 espectadores Árbitro(s): Alex Vaz (India) | Asistencia: 15.000 espectadores Árbitro(s): Alex Vaz (India) |

| 13 de mayo de 1968 | Irán                                                   | 4:0 (2:0) | República de China | Estadio Amjadieh, Teherán                                              |                                                                        |
|                    | Behzadi 34' · Kalani 35' · Eftekhari 51' · Farzami 57' |           |                    | Asistencia: 25.000 espectadores Árbitro(s): S. K. Bhattacharya (India) | Asistencia: 25.000 espectadores Árbitro(s): S. K. Bhattacharya (India) |

| 14 de mayo de 1968 | Birmania     | 1:0 (1:0) | Israel | Estadio Amjadieh, Teherán                                            |                                                                      |
|                    | Ye Nyunt 42' |           |        | Asistencia: 20.000 espectadores Árbitro(s): Norman Boswell (Malasia) | Asistencia: 20.000 espectadores Árbitro(s): Norman Boswell (Malasia) |

| 15 de mayo de 1968 | Hong Kong         | 1:1 (1:1) | República de China | Estadio Amjadieh, Teherán                                             |                                                                       |
|                    | Li Kwok Keung 14' |           | Mak Tian-fu 37'    | Asistencia: 3.000 espectadores Árbitro(s): S. K. Bhattacharya (India) | Asistencia: 3.000 espectadores Árbitro(s): S. K. Bhattacharya (India) |

| 16 de mayo de 1968 | Birmania     | 1:3 (0:1) | Irán                                    | Estadio Amjadieh, Teherán                                    |                                                              |
|                    | Hla Htay 50' |           | Kalani 2' · Eftekhari 60' · Behzadi 70' | Asistencia: 35.000 espectadores Árbitro(s): Alex Vaz (India) | Asistencia: 35.000 espectadores Árbitro(s): Alex Vaz (India) |

| 17 de mayo de 1968 | Israel                                       | 4:1 (1:1) | República de China | Estadio Amjadieh, Teherán                                              |                                                                        |
|                    | Romano 2', 60' · Rosenthal 70' · Spiegel 76' |           | Li Huan-wen 45+1'  | Asistencia: 20.000 espectadores Árbitro(s): S. K. Bhattacharya (India) | Asistencia: 20.000 espectadores Árbitro(s): S. K. Bhattacharya (India) |

| 18 de mayo de 1968 | Birmania                        | 2:0 (0:0) | Hong Kong | Estadio Amjadieh, Teherán                                           |                                                                     |
|                    | Aung Khin 80' · Suk Bahadur 85' |           |           | Asistencia: 2.000 espectadores Árbitro(s): Norman Boswell (Malasia) | Asistencia: 2.000 espectadores Árbitro(s): Norman Boswell (Malasia) |

| 19 de mayo de 1968 | Irán                           | 2:1 (0:1) | Israel      | Estadio Amjadieh, Teherán                                    |                                                              |
|                    | Behzadi 75' · Ghelichkhani 87' |           | Spiegel 52' | Asistencia: 38.000 espectadores Árbitro(s): Alex Vaz (India) | Asistencia: 38.000 espectadores Árbitro(s): Alex Vaz (India) |

## Campeón
|                          |
| Bandera de Irán          |
| Campeón Irán 1.er título |

## Goleadores
4 goles
- Homayoun Behzadi
- Giora Spiegel
- Moshe Romano

2 goles
- Akbar Eftekhari
- Hossein Kalani
- Mordechai Spiegler

1 gol
- Aung Khi
- Maung Hla Htay
- Suk Bahadur
- Hla Htay
- Ali Jabbari
- Gholam Hossein Farzami
- Parviz Ghelichkhani
- Shmuel Rosenthal
- Li Kwok Keung
- Yuan Kuan Yick
- Lim Lu-shoor
- Li Huan-wen
- Lo Kwok Tai
- Wong Chi-keung